# Макдональд, Джеймс Рамсей
Джеймс Рамсей (Рамси) Макдо́нальд (англ. James Ramsay MacDonald; 12 октября 1866[…], Лоссимут — 9 ноября 1937[…], Атлантический океан) — британский политический и государственный деятель, дважды занимал пост премьер-министра Великобритании — в 1924 и 1929—1935 годах (в 1931 году подал в отставку с поста главы кабинета лейбористов и в тот же день был назначен главой коалиционного правительства). В 1924 году занимал пост министра иностранных дел Великобритании. Один из лидеров и основателей Лейбористской партии. В годы Великой депрессии (1931—1935) сформировал коалиционное правительство с консерваторами, отдав последним большинство мест в кабинете, за что был исключён из Лейбористской партии. Многие однопартийцы воспринимали его как ненастоящего представителя левых идей («шампанского социалиста»).

## Биография
Макдональд был незаконнорождённым ребёнком. Родился в Лоссимуте в Шотландии. Окончил начальную, а затем и среднюю школу. В своей средней школе он некоторое время работал учителем. В 1885 году стал членом Социал-демократической федерации. В 1886 году переехал в Лондон, где стал счетоводом. 13 ноября 1887 года стал очевидцем «Кровавого воскресенья», после чего выступил в печати с памфлетом. Некоторое время также интересовался шотландской политикой в среде шотландцев в Лондоне и выступал в поддержку Home Rule для Шотландии. Одновременно получал вечернее образование в университете Биркбек, однако незадолго до экзаменов ему пришлось отказаться от получения образования из-за нервного истощения.
В 1892 году стал секретарём торговца чаем Томаса Лоу, который вскоре был избран в Палату общин от Либеральной партии. Вскоре, однако, Макдональд покинул Лоу и присоединился к Лейбористской предвыборной ассоциации. Также стал членом Фабианского общества. В 1894 году вступил в Независимую лейбористскую партию и вскоре стал одним из её руководителей. На выборах 1895 и 1900 годов дважды потерпел поражение. В 1900 году стал секретарём Комитета рабочего представительства (КРП), которому удалось провести в Палату общин двух своих депутатов. В 1906 году, когда КРП объединился с несколькими более мелкими организациями в Лейбористскую партию, был избран в Палату общин.
В 1907 году был гостем V съезда РСДРП.
В 1911 году стал формальным председателем Лейбористской партии, но пробыл на этом посту недолго. 5 августа 1914 года, вскоре после начала Первой мировой войны и на следующий день после вступления Великобритании в войну, пацифист Макдональд уступил своё место Артуру Хендерсону. За время войны утратил прежнюю популярность, и в 1918 году даже не был переизбран в Палату общин от своего округа. На чрезвычайно успешных для лейбористов выборах 1922 года (количество поданных за кандидатов партии голосов выросло почти вдвое, а количество мест в Палате общин — почти в 3 раза) Макдональд был избран от одного из промышленных округов Уэльса. В том же году стал полноправным лидером лейбористов и вёл их на досрочных выборах 1923 года. На них партия ещё больше укрепила свои позиции и впервые в истории получила возможность сформировать правительство. 22 января 1924 года стал первым премьер-министром Великобритании от лейбористов.

### Первое премьерство
Хотя лейбористы не располагали большинством в Палате общин, именно они заняли министерские посты. Сам Макдональд дополнительно взял портфель министра иностранных дел, поскольку видел одной из важнейших задачей своего премьерства урегулирование последствий Первой мировой войны в Европе.
Под его руководством был окончательно установлен порядок выплаты Германией репараций странам-победителям. В августе 1924 года в Лондоне состоялась конференция, на которой было положено начало плану Дауэса. Макдональд также сыграл важную роль в урегулировании Рурского конфликта, связанного с оккупацией Рурской области Францией и Бельгией. Кроме того, его правительство признало СССР — соответствующая нота была направлена уже 1 февраля 1924 года. В области внутренней политики важным достижением лейбористов стало принятие закона о поощрении строительства местными властями жилья для низкоквалифицированных рабочих, благодаря чему в Великобритании было улучшено положение с жильём.
Правительство Макдональда было вынуждено уйти в отставку из-за распространившихся после дела Кэмпбелла обвинений в покровительстве лейбористов левым радикалам. Объединившиеся против лейбористов либералы и консерваторы располагали бо́льшим числом депутатских мест в Палате общин, что привело к невозможности дальнейшего существования правительства. Кроме того, 25 октября (за 4 дня до выборов) в печати появилось «Письмо Зиновьева» (как было установлено позже, оно являлось фальсификацией), в котором содержался призыв к ведению подрывной работы в армии и флоте. Письмо стало одним из важным факторов уменьшения парламентской фракции лейбористов со 191 места до 151 на досрочных выборах 29 октября и формирования консервативного правительства Стэнли Болдуина. В то же время, за лейбористов на этих выборах было подано на миллион голосов больше, но из-за существования в Великобритании мажоритарной избирательной системы это увеличение не принесло лейбористам никакой выгоды.
Главным достижением первого правительства Макдональда явилось осознание британцами того, что лейбористы не намерены вести радикальные преобразования, а готовы действовать ради всеобщего блага. В то же время, скованные недостаточной поддержкой населения и недостатком мест в Палате общин, лейбористы не смогли осуществить многое из декларированного ими ранее — в частности, не была проведена широкая национализация и программа общественных работ.

### Второе премьерство

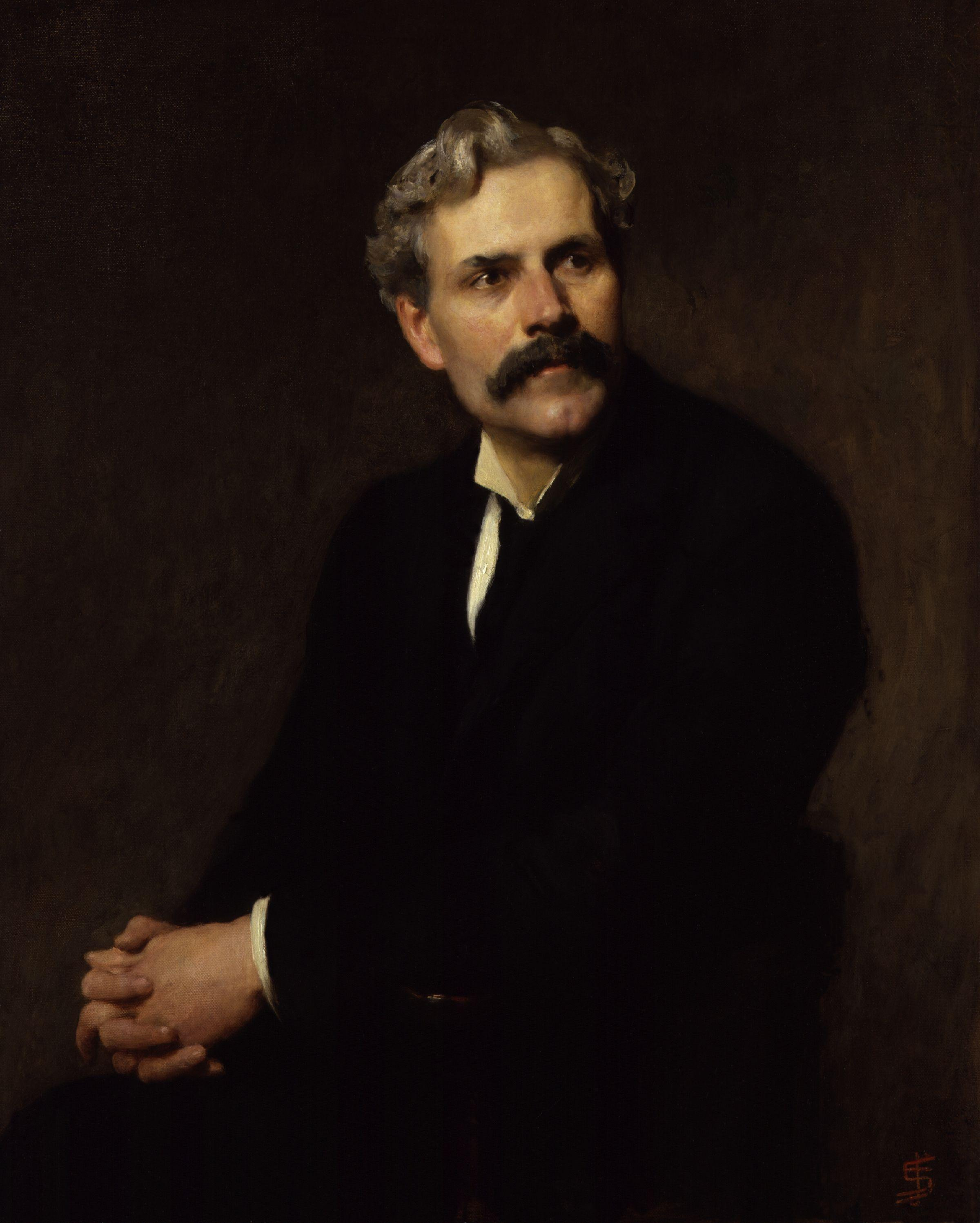
Портрет Джеймса Макдональда работы Соломона Соломона, 1911

На выборах в парламент в 1929 году большинство мест получили лейбористы и Макдональд вновь занял пост премьер-министра. Ему не удалось отменить закон 1927 года о запрещении стачек и ввести 7-часовой рабочий день для шахтёров. Лишь частично были выполнены обещания о жилищном строительстве для рабочих, незначительно расширен круг лиц, получавших пособие, несколько повышен размер самих пособий. Макдональд попытался предотвратить рост национально-освободительного движения в Индии, созвав в 1930—1932 конференции «круглого стола» в Лондоне, на которых обсуждался вопрос о новом конституционном устройстве Индии. В то же время по отношению к доминионам правительству Макдональда пришлось пойти на серьезные уступки, что нашло выражение в принятии Вестминстерского статута 1931 года. В международных отношениях он продолжал проводить политику поддержания мира, в первую очередь заключив в апреле 1930 г. Лондонский договор об ограничении и сокращении морских вооружений, а также (в рамках этого договора) отдельное соглашение между Великобританией, США и Японией об ограничении морских вооружений.
В 1931 году из-за серьезных финансовых трудностей, с которыми не смогло справиться лейбористское правительство, вместе с несколькими лейбористскими лидерами вышел из партии и сформировал в августе т. н. национальное правительство совместно с консерваторами и частью либералов. Вместе со сторонниками был исключён из лейбористской партии и на выборах в парламент в октябре 1931 года баллотировался от созданной Национальной лейбористской организации, которая смогла получить 13 мандатов. Консерваторы одержали убедительную победу, получив 473 из 616 мест. Оставался на посту премьер-министра до 1935 года, хотя его позиции ослабли, и реальная власть перешла к лидеру консерваторов Стэнли Болдуину, занимавшему пост лорда-председателя Совета. В июне 1935 года Болдуин стал премьером официально, Макдональд занял пост лорда-председателя Совета (который занимал до мая 1937 года), а сын Макдональда Малкольм стал министром по делам колоний. На выборах в ноябре 1935 года в своём округе, но был переизбран в парламент на дополнительных выборах в январе 1936 года от Объединенного шотландского университета. После ремилитаризации Рейнской области Гитлером в 1936 году Макдональд заявил, что «рад» тому, что Версальский договор «исчезает», выразив надежду, что французам был преподан «суровый урок». Также он был одним из подписавших англо-египетский договор 1936 года.
Формализировал ставшее традицией содержание Главного мышелова правительственной резиденции: кота либо кошки, проживающих в резиденции премьер-министра. При нём на Даунинг-стрит 10 в 1924-м году поселился Руфус (также известный под ироничной кличкой «Вексель»), а в 1929-м Питер (I), переживший двух соперников (Мюнхенца Чемберлена и Нельсона у Черчилля), Вторую мировую войну и четыре правительства (самого Макдональда и последовавших за ним кабинетами Болдуина, Чемберлена, Черчилля и начало срока Эттли). 
Для восстановления здоровья ему было рекомендовано морское путешествие (в которое он отправился с младшей дочерью Шейлой), но он умер на борту лайнера MV Reina del Pacifico, который курсировал между Ливерпулем и чилийским Вальпараисо 9 ноября 1937 года. Его похороны прошли в Вестминстерском аббатстве 26 ноября.

### Семья
В 1896 году женился на Маргарет Гладстон (1870–1911). У них было 6 детей. Сын Малькольм стал известным политиком.